# 메지온
(주)메지온(Mezzion)은 대한민국의 희귀의약품 신약 개발 기업이다
신약 후보 물질의 도입 후 개발을 전문으로 하는 기업이다

## 같이 보기
- 유데나필

## 참고문헌
1. ↑  키움증권 보고서 - 메지온
2. ↑  KDB대우증권 분석보고서 - 메지온